# دختری با کفش‌های کتانی
دختری با کفش‌های کتانی محصول سال ۱۳۷۷ فیلمی به کارگردانی رسول صدرعاملی است. این فیلم در تاریخ ۱۴ مهر ۱۳۷۸ به نمایش درآمد. فروش این فیلم در سینماهای تهران ۱۹۵ میلیون تومان بود.

## داستان
آیدین و تداعی که در پارک با هم آشنا شده بودند در حین گردش در پارک توسط مأمورین نیروی انتظامی متوقف شده و به کلانتری برده می‌شوند. با تشکیل پرونده و تا برگشت آن از دادسرا آیدین در کلانتری مانده و تداعی نیز برای تحقیقات به پزشکی قانونی منتقل می‌شود و...

## بازیگران
| بازیگر         | نقش       |
| -------------- | --------- |
| پگاه آهنگرانی  | تداعی     |
| مجید حاجی زاده | آیدین     |
| اکرم محمدی     | مهپاره    |
| عبدالرضا اکبری | یوسف      |
| پویا کرمی      | نسیم      |
| داریوش مودبیان | مرد مودب  |
| بهمن زرین پور  | نگهبان    |
| محمود جعفری    | پدر تداعی |
| محمود عزیزی    | پدر آیدین |
| مهدی میامی     | گارسون    |